# Pellaea brachyptera
Pellaea brachyptera är en kantbräkenväxtart som först beskrevs av Thomas Moore, och fick sitt nu gällande namn av Bak. Pellaea brachyptera ingår i släktet Pellaea och familjen Pteridaceae. Inga underarter finns listade.